# Toru Araiba
Toru Araiba (新井場 徹 Araiba Toru?), född 12 juli 1979 i Osaka prefektur, är en japansk fotbollsspelare.
Araiba började sin karriär 1997 i Gamba Osaka. Han spelade 140 ligamatcher för klubben. 2004 flyttade han till Kashima Antlers. Han spelade 262 ligamatcher för klubben. Med Kashima Antlers vann han japanska ligan 2007, 2008, 2009, japanska ligacupen 2011, 2012 och japanska cupen 2007, 2010. Efter Kashima Antlers spelade han för Cerezo Osaka. Han avslutade karriären 2014.